# 基尔基斯专区
基尔基斯专区（希臘語：Περιφερειακή ενότητα Κιλκίς），是希腊中马其顿大区的一个专区。首府为基尔基斯。专区面积为2,519平方公里，2011年人口数量为80,419人。

## 行政
在2011年卡利克拉提斯改革方案中，希腊所有州份被取消。原基尔基斯州作为整体设立为基尔基斯专区。基尔基斯专区下分为2个市镇（括号内为地图中的数字）：
- 基尔基斯（1）
- 佩奥尼亚（2）